# غونزالو هورتادو
غونزالو هورتادو (بالإسبانية: Gonzalo Hurtado)‏ هو لاعب كرة قدم ومدرب كرة قدم إسباني، ولد في 27 يناير 1948 في مدريد في إسبانيا. لعب مع نادي إشبيلية.